# Quốc lộ 1 (Đài Loan)
Quốc lộ 1 (tiếng Trung: 國道1號; Hán-Việt: Quốc đạo Nhất hiệu; bính âm: Guódào Yīhào), còn gọi là Đường cao tốc Tôn Trung Sơn (tiếng Trung: 中山高速公路; Hán-Việt: Trung Sơn Cao tốc Công lộ; bính âm: Zhōngshān gāosù gōnglù), là một đường cao tốc ở Đài Loan, cũng là đường cao tốc đầu tiên được xây dựng ở Đài Loan. Nó bắt đầu từ Cơ Long và kết thúc tại Cao Hùng với tổng chiều dài 374,3 km (232,6 mi).

## Lịch sử
Công trình được bắt đầu xây dựng vào năm 1971. Đoạn phía Bắc giữa Cơ Long và Trung Lịch (Trung Lịch khu, Đào Viên hiện tại) được hoàn thành vào năm 1974, và toàn bộ tuyến đường còn lại mở cửa vào 1978. Khoảng 20,7 km (12,9 mi) là đoạn cầu cạn trên cao tốc giữa đoạn Tịch Chỉ và Ngũ Cổ được hoàn thành năm 1997 để tăng lượng lưu thông của tuyến đường.
Ả Rập Xê Út hỗ trợ xây dựng đường cao tốc bằng cách cho vay không tính lãi.

## Làn đường
Làn đường bên dưới bao gồm 2 chiều.
- 4 làn:
  - Trạm cuối Cơ Long – Lối thoát 23 (Viên Sơn)
  - Cao tốc trên cao Tịch Chỉ-Ngũ Cổ: Trạm cuối Tịch Chỉ – Lối thoát 26 (Hoàn Bắc)
- 6 làn:
  - Lối thoát 23 (Viên Sơn) – Lối thoát 25 (Đài Bắc)
  - Lối thoát 52 (Hệ thống sân bay) – Lối thoát 192 (Hệ thống Chương Hóa)
  - Lối thoát 198 (Chương Hóa) – Lối thoát 356 (Nam Tử)
  - Lối thoát 367 (Cao Hùng) – Trạm cuối Cao Hùng
  - Cao tốc trên cao Tịch Chỉ-Ngũ Cổ: Lối thoát 26 (Hoàn Bắc) – Trạm cuối Ngũ Cổ
- 8 làn:
  - Lối thoát 25 (Đài Bắc) – Lối thoát 52 (Hệ thống sân bay)
  - Lối thoát 192 (Hệ thống Chương Hóa) – Lối thoát 198 (Chương Hóa)
  - Lối thoát 356 (Nam Tử) – Lối thoát 362
- 10 làn:
  - Lối thoát 362 – Lối thoát 367 (Cao Hùng)

## Hình ảnh

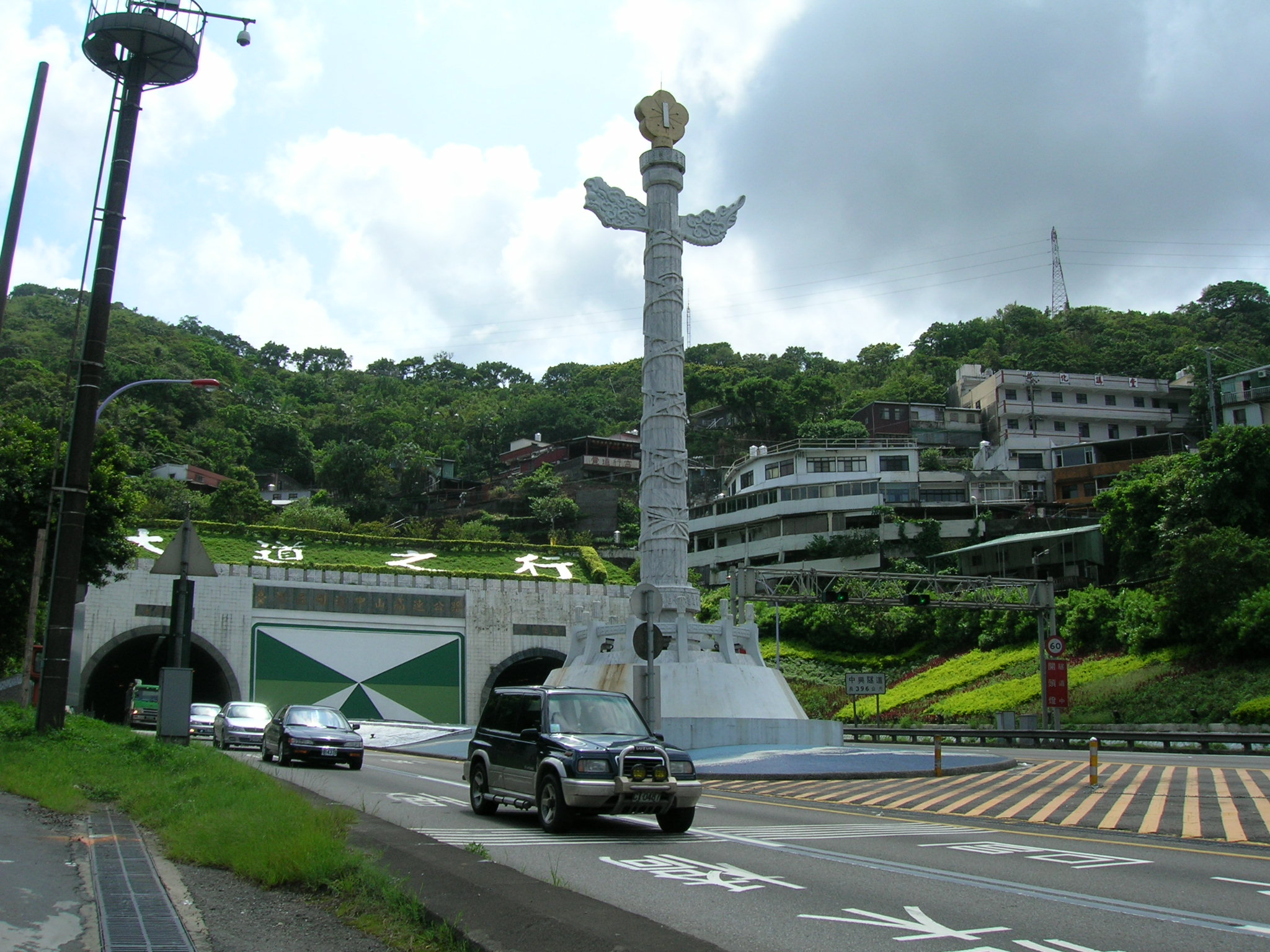
Hoa Biểu tại điểm bắt đầu ở Cơ Long
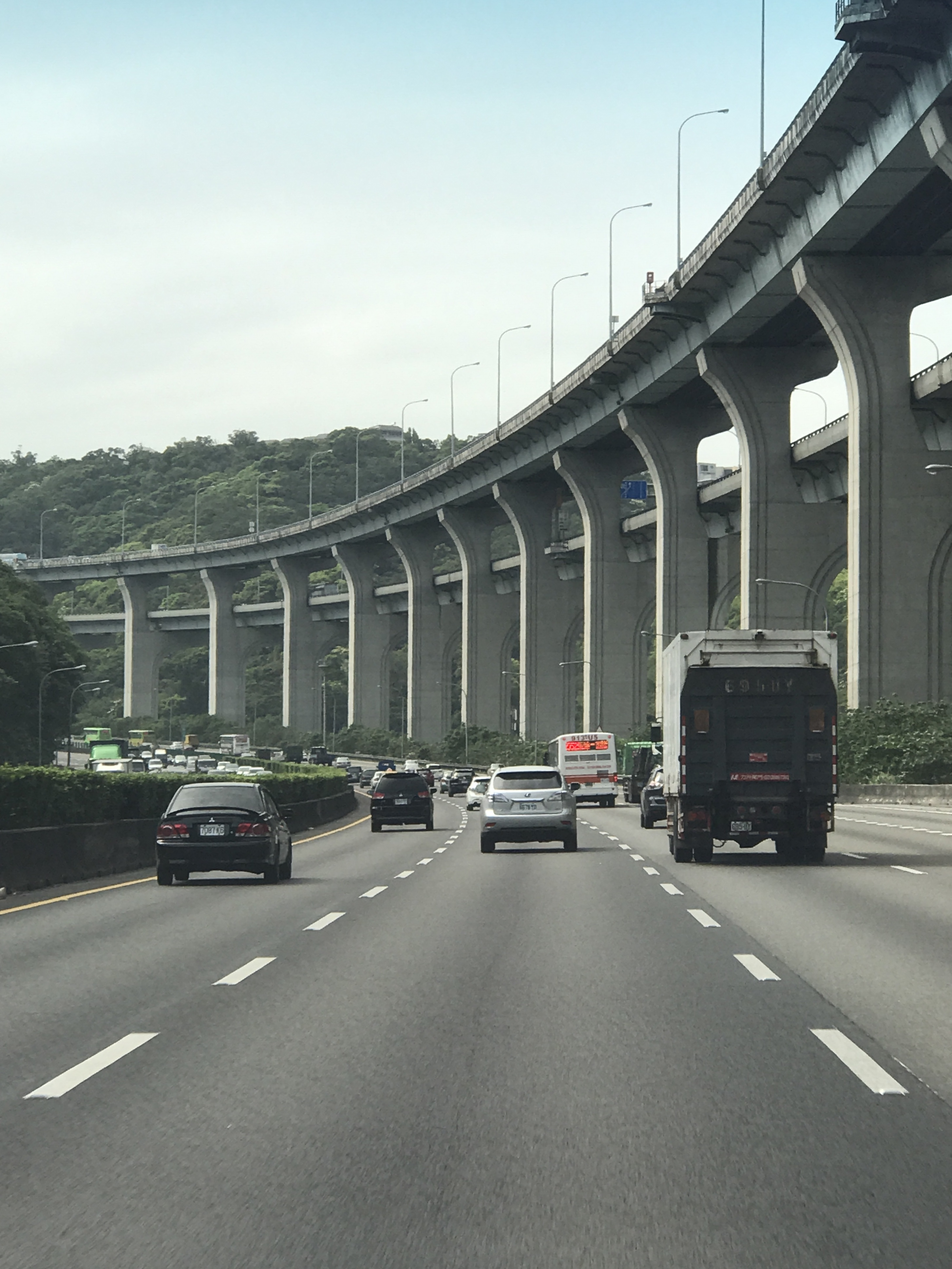
Quốc lộ 1 đoạn Ngũ Cổ-Dương Mai trên cao tại Thái Sơn, Tân Bắc
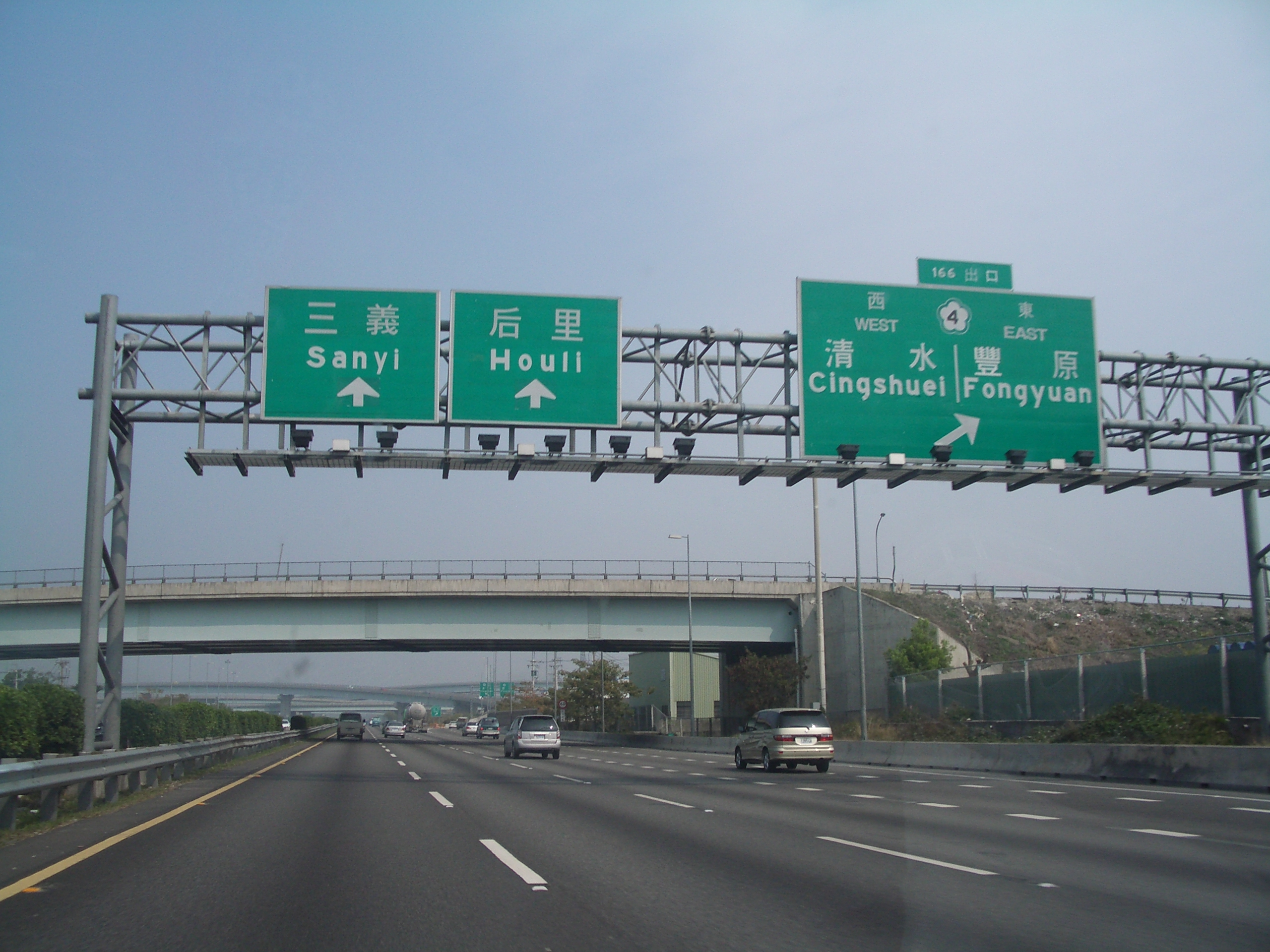
Đoạn Đài Trung